# Asiatischer Kammmolch
Der Asiatische Kammmolch (Triturus karelinii), auch Südlicher Kammmolch oder Persischer Kammmolch genannt, ist ein Schwanzlurch aus der Familie der Echten Salamander (Salamandridae). Er gehört zur Gattung Triturus und zum Artenkreis der Kammmolche (Triturus cristatus-„Superspezies“). Bis in die 1980er-Jahre wurde er nur als Unterart des damals „einzigen“ Kammmolches Trirurus cristatus behandelt.

## Merkmale
Triturus karelinii ist ein großer, kräftig gebauter Kammmolch mit flachem, breitem Kopf und langen Gliedmaßen. Es werden maximale Körperlängen von 18 bis 19 Zentimetern angegeben. Hinsichtlich äußerer Merkmale gilt die Art als besonders variabel. Die dorsale Färbung reicht von olivgrün über bräunlich bis dunkelbraun und soll manchmal auch „blaustichig“ sein; dazwischen finden sich dunklere, teilweise grünliche Flecken auf der feinkörnig granulierten Haut. Die Flanken weisen kleine weiße Punkte auf. Die Bauchseite und die Kehle sind mit dunklen Flecken auf orangefarbenem Grund versehen. Die Weibchen zeigen mitunter eine orange-braune Rückenlinie. Innerhalb der Gattung Triturus ähnelt der Asiatische Kammmolch am ehesten dem Alpen-Kammmolch. 
Die Wassertracht der Männchen ist durch einen mäßig hohen, vor allem aber weniger gezackten Rückenkamm gekennzeichnet, der außerdem im Gegensatz zu den anderen Kammmolchen (vergleiche insbesondere: Nördlicher Kammmolch) an der Schwanzwurzel manchmal kaum unterbrochen in den Hautsaum des Ruderschwanzes übergeht. In der Landtracht werden die Rücken- und Schwanzkämme wieder zurückgebildet.

## Verbreitung
Die Nominatform Triturus karelinii karelinii ist nach heutiger Kenntnis in der äußeren Westtürkei (um Izmir), in den Regionen an der Süd- und Ostküste des Schwarzen Meeres, im Kaukasus (unter anderem in Georgien), auf der südlichen Krim (dort als einzige Schwanzlurchart) sowie – offenbar nach einer Verbreitungslücke in Armenien – in einem Streifen südlich des Kaspischen Meeres (südliches Aserbaidschan und Elburs-Gebirge im nördlichen Iran bis zur Stadt Gorgan) heimisch.

## Systematik und Taxonomie
Einer in Südosteuropa verbreiteten angeblichen Unterart Triturus karelinii arntzeni wurde nach molekulargenetischen Untersuchungen 2009 der Artstatus zuerkannt. 2013 wurde jedoch festgestellt, dass dieser Balkan-Kammmolch (Triturus arntzeni) weniger dem Asiatischen als dem Makedonischen Kammmolch (Triturus macedonicus) ähnelt und sich deren Verbreitungsgebiete überschneiden. Der Balkan-Kammmolch wurde daher mit dem Makedonischen Kammmolch synonymisiert. 
Phylogenetische Untersuchungen in den Jahren 2010 und 2013 ergaben die Aufteilung des Asiatischen Kammmolchs in mindestens drei Gruppen, die geographisch weitgehend voneinander getrennt sind. Dies führte 2013 zu einer neuen Aufteilung der Art: Die in Bulgarien, Nordost-Griechenland und der westlichen Türkei beheimatete Gruppe wurde zusammen mit der im Norden Anatoliens lebenden Gruppe als Triturus ivanbureschi (Bureschs Kammmolch oder Balkan-Kammmolch) abgetrennt. Die im Kaukasus und im Iran entlang des Kaspischen Meeres verbreitete östliche Gruppe behielt den Namen Triturus karelinii bei. Im Jahr 2016 beschrieben Wielstra und Arntzen die anatolische Gruppe dieses Kammmolchs unter dem Namen Triturus anatolicus (Anatolischer Kammmolch) und reaktivierten den Trivialnamen Balkan-Kammmolch für die verbleibende Gruppe von Triturus ivanbureschi im Westen der Türkei und auf dem Balkan.

## Artenschutz
Gesetzlicher Schutzstatus (Auswahl)
- FFH-Richtlinie: Anhänge II und IV (es sind eigens Schutzgebiete einzurichten / streng zu schützende Art)
- Bundesartenschutzverordnung (BArtSchV): besonders geschützt

## Belege